# 사시미

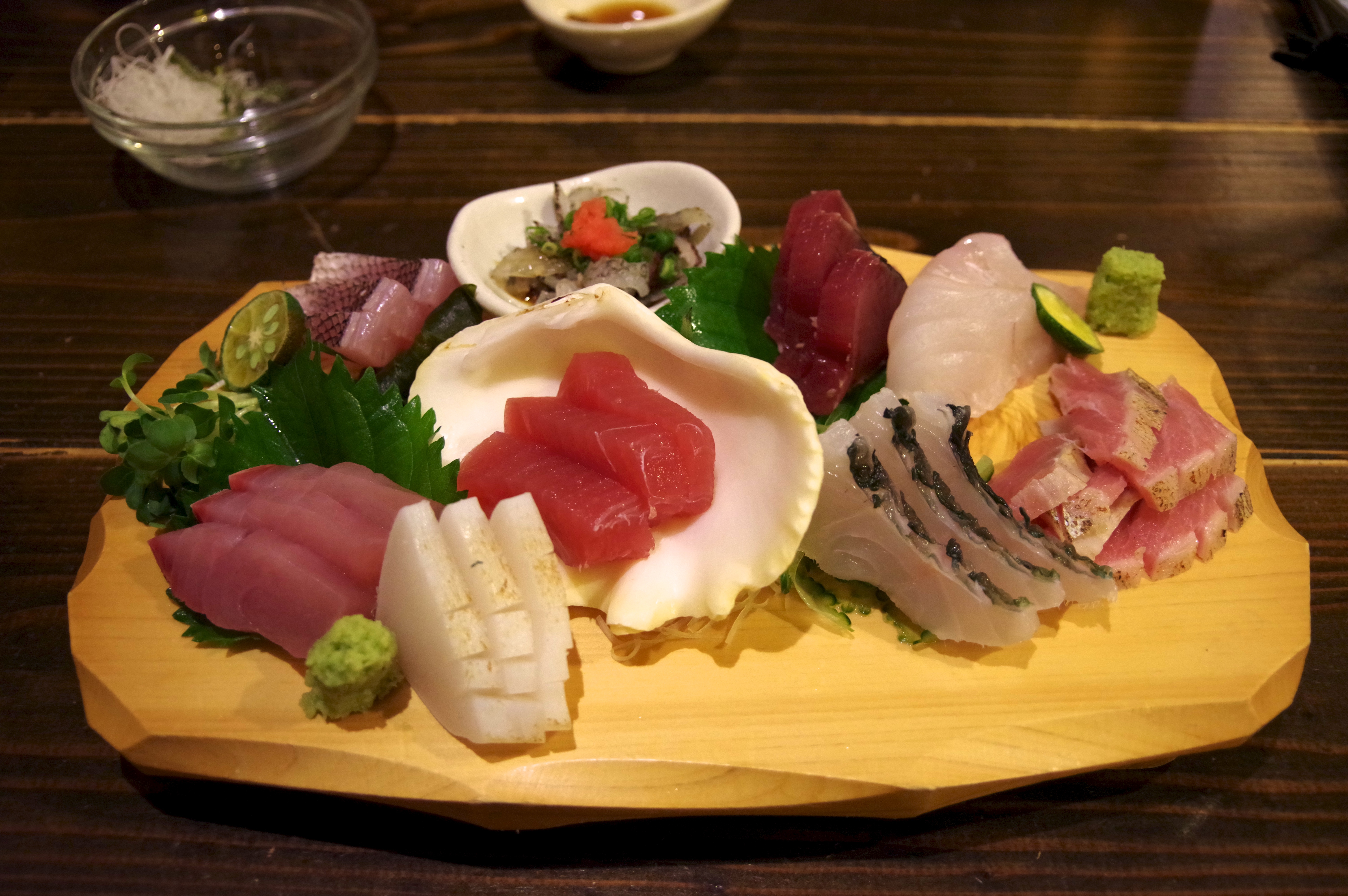
생선살을 얇게 썰어 나무 접시에 담아 제공하는 생선회 세트

사시미(일본어: 刺身 sashimi[*])는 일본식 회 요리이다. 주로 활어회로 먹는 한국식 회 문화와는 달리 일본은 주로 선어회로 먹는다. 또한 한국식 회 문화에는 초고추장, 간장, 쌈장 등의 양념이 포함되거나 이를 이용한 물회 등이 있지만, 일본의 사시미는 간장과 와사비를 제외한 양념이 포함되지 않는다.
사시미를 잘못 먹게 될 경우 설사와 복통 등을 일으키는 경우도 있다.

## 기원
사시미라는 단어는 "찔린 몸"을 의미한다. 즉, "刺身" = 사시미, 여기서 刺 し = 사시(찔린, 찔린 것) 및 身 = 미(몸, 고기)를 뜻한다. 이 단어는 무로마치 시대(1336~1573)부터 시작되었으며 요리 단계인 "切る" = 키루(잘라내기)라는 단어가 사무라이가 아닌 다른 사람이 사용하기에 너무 불길한 것으로 간주되었을 때 만들어졌을 가능성이 있다. 이 단어는 먹는 물고기를 식별할 목적으로 물고기의 꼬리와 지느러미를 조각에 붙이는 요리 관행에서 파생된 것일 수 있다.
이 이름에 대한 또 다른 가능성은 수확의 전통적인 방법이다. "횟감급" 생선은 개별 손으로 잡는다. 물고기가 착지하자마자 날카로운 가시로 뇌를 찔러 슬러리 얼음에 넣는다. 이 스파이킹을 이케지메 과정이라고 하며, 순간적으로 죽는다는 것은 생선 살에 최소한의 젖산이 포함되어 있음을 의미한다. 이것은 생선이 하얗게 변하거나 변질되지 않고 약 10일 동안 얼음 위에서 신선하게 유지된다는 것을 의미한다.
수많은 비일본인들은 사시미와 스시라는 용어를 같은 의미로 사용하지만 두 요리는 뚜렷하고 분리되어 있다. 스시는 식초로 만든 쌀로 만든 모든 요리를 말한다. 날생선은 전통적인 스시 재료 중 하나이지만, 많은 스시 요리에는 조리된 해산물이 포함되며, 다른 것들은 해초와 야채와 같은 재료를 포함하여 해산물이 전혀 없다. 대조적으로 사시미는 항상 자체적으로 제공된다. 일본에서는 오래전부터 생선을 날 것으로 먹는 풍습이 있었지만, 그것을 아름답게 차려낸 요리로 내놓는 아이디어는 아마도 가마쿠라 시대(1185-1333) 무렵 중국에서 온 것으로 생각된다. 1489년에 쓰여진 일본어로 된 초기 요리책에는 날고기를 썰어 식초와 소금, 허브와 같은 조미료와 섞어야 한다고 나와 있다.

## 같이 보기
- 연육
- 일본 요리